# Martin Lidegaard
Martin Lidegaard (ur. 12 grudnia 1966 w Kopenhadze) – duński polityk, poseł do Folketingetu, działacz partii Det Radikale Venstre i jej lider od 2022, od 2011 do 2015 minister w rządach Helle Thorning-Schmidt.

## Życiorys
Ukończył nauki o komunikacji na Uniwersytecie w Roskilde. Pracę zawodową zaczynał w połowie lat 80. jako asystent w banku, następnie był zatrudniony w centrum dla azylantów prowadzonym przez Duński Czerwony Krzyż. Był również wydawcą wiadomości z jednym z mediów, niezależnym konsultantem i doradcą w przedsiębiorstwie ubezpieczeniowym. Od 1996 do 2001 pracował w duńskim stowarzyszeniu na rzecz współpracy międzynarodowej.
Zaangażował się w działalność ugrupowania Det Radikale Venstre, w latach 2001–2007 przez dwie kadencje sprawował mandat posła do duńskiego parlamentu. W 2008 powrócił do pracy zawodowej jako konsultant, współtworzył też think tank CONCITO.
W lutym 2011 został ministrem ds. klimatu, energii i budownictwa w pierwszym rząd Helle Thorning-Schmidt. W lutym 2014 przeszedł na stanowisko ministra spraw zagranicznych w drugim gabinecie tej samej premier. W czerwcu 2015 uzyskał mandat posła do Folketingetu, w tym samym miesiącu zakończył urzędowanie jako minister wraz z całym rządem. W 2019 i 2022 z powodzeniem ubiegał się o poselską reelekcję.
W listopadzie 2022 zastąpił Sofie Carsten Nielsen na funkcji lidera politycznego socjalliberałów.

## Odznaczenia
W 2017 odznaczony Krzyżem Komandorskim z Gwiazdą Orderu Zasługi Rzeczypospolitej Polskiej.